# Granharfotsspinnare
Granharfotsspinnare, Calliteara abietis, är en fjärilsart som först beskrevs av Michael Denis och Ignaz Schiffermüller 1775. Granharfotsspinnare ingår i släktet Harfotsspinnare, Calliteara och familjen Näbbflyn, Erebidae Arten är reproducerande och har livskraftiga (LC) populationer i både Sverige och i Finland. Inga underarter finns listade i Catalogue of Life.

## Bildgalleri

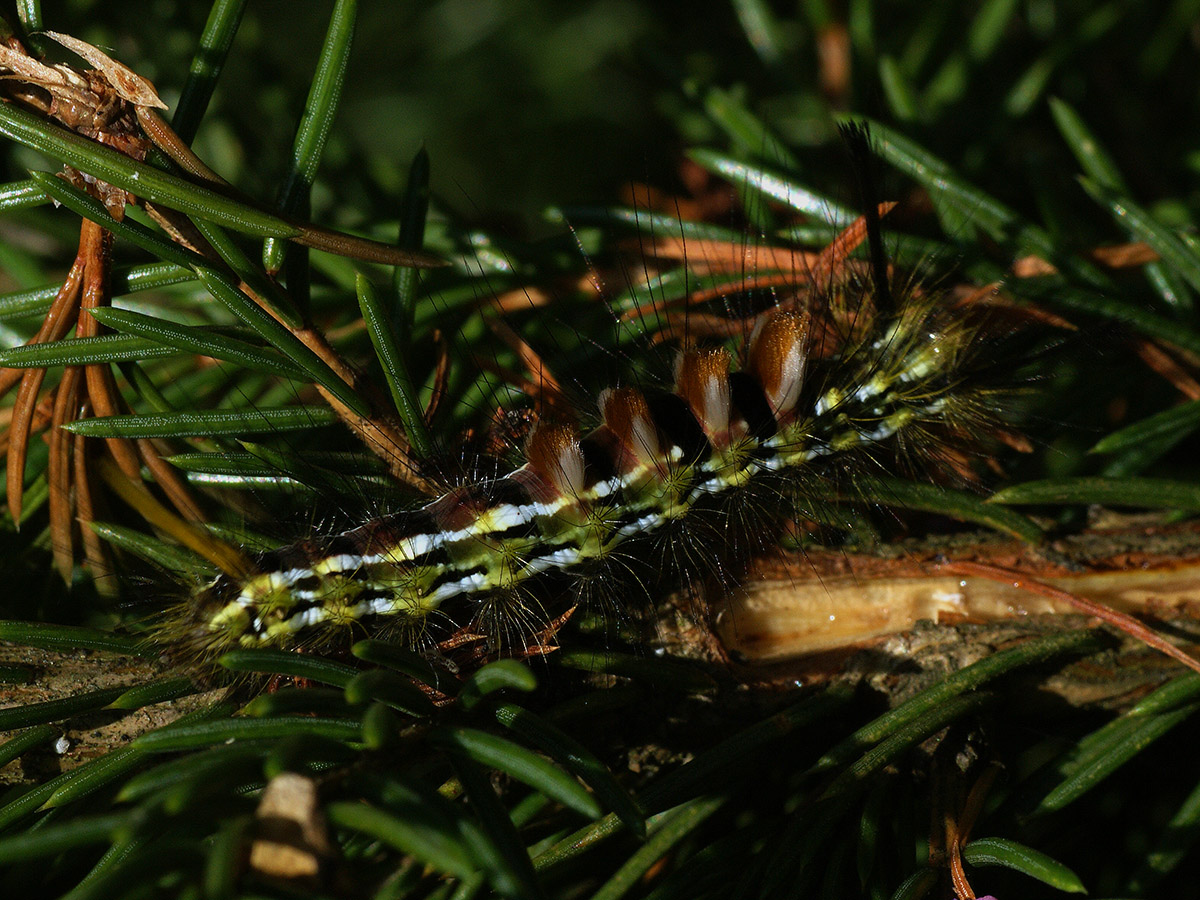
Fjärilens larv
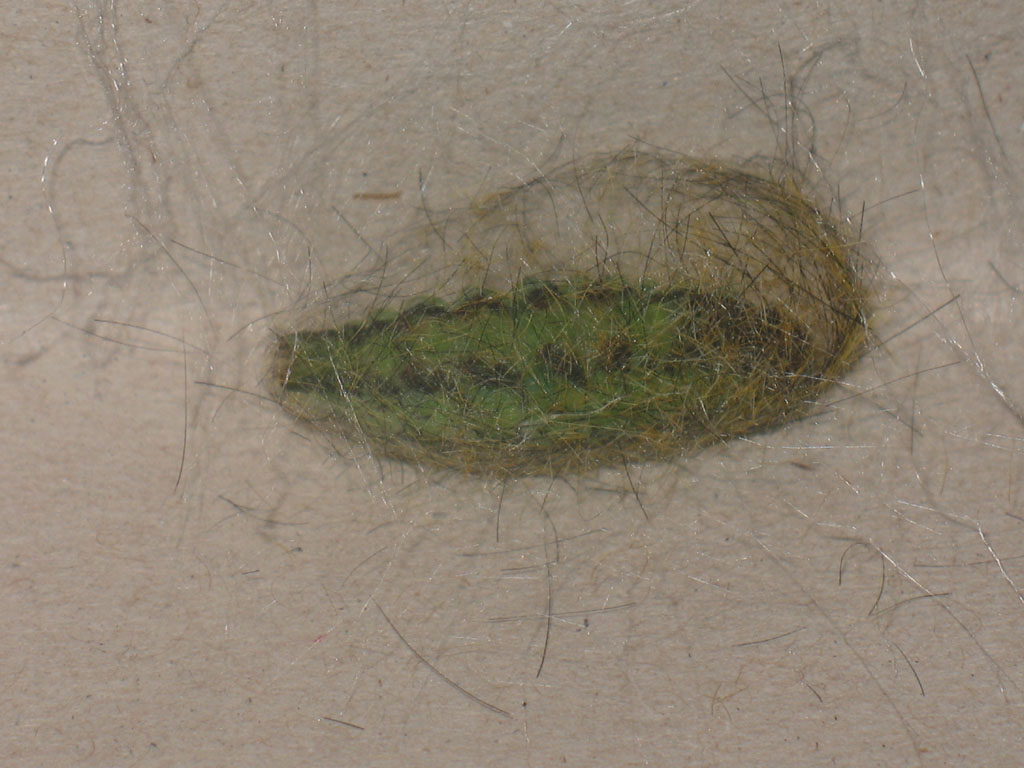
Larven har påbörjat att spinna in sig i sin kokong
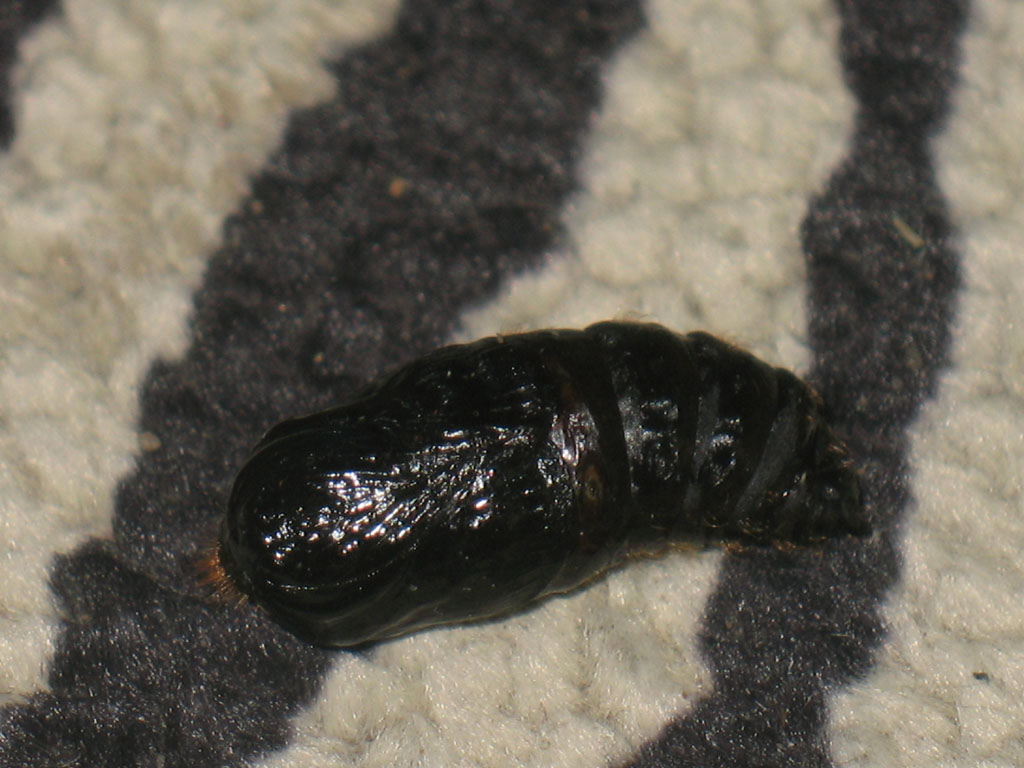
Fjärilens puppa
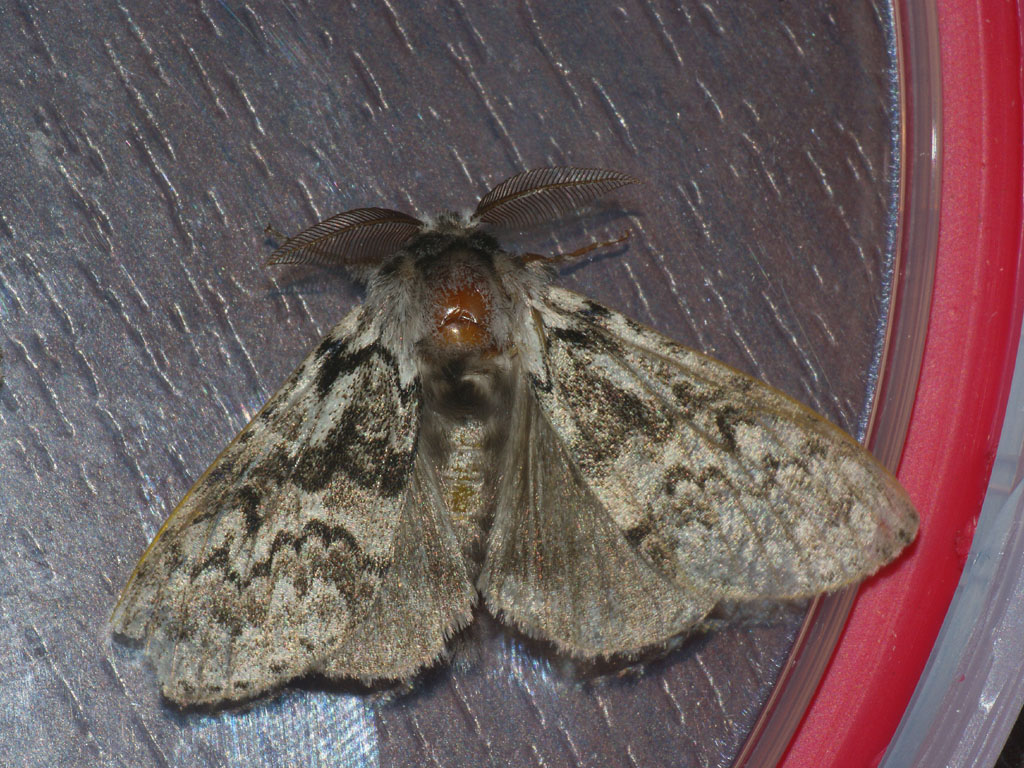
Imago fjäril
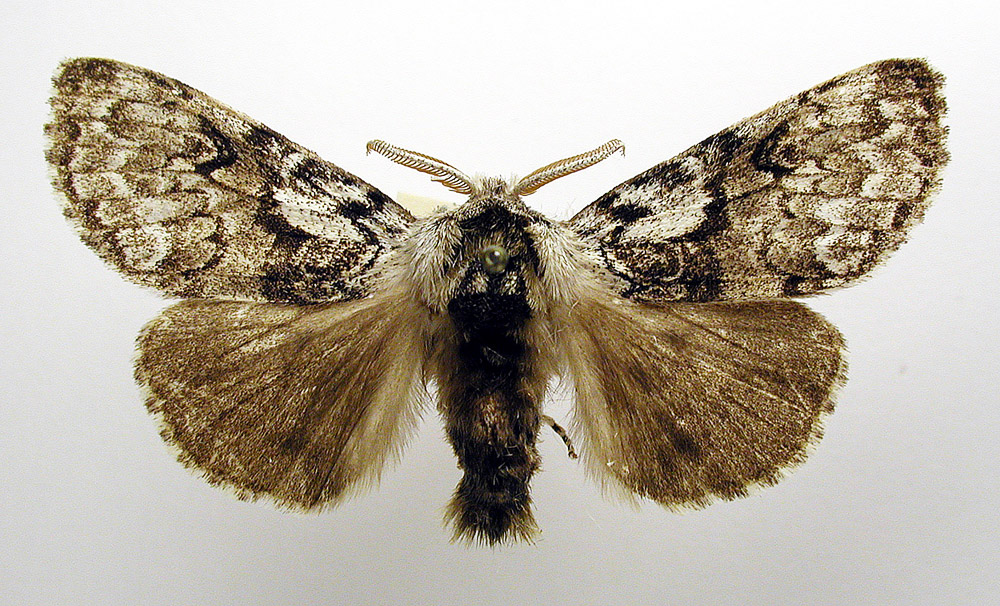
Preparerad (uppnålad) imago fjäril